# Dingom
Dingom est un village de la Région du Littoral du Cameroun, situé dans la commune de Ndom. Dingom est localisé sur la route qui lie Kikot à Ndom, avec une sortie à Nonn vers Kombé et Dingom.

## Population et développement
En 1967, la population de Dingom était de 165 habitants, essentiellement des Babimbi du peuple Bassa. La population de Dingom était de 156 habitants dont 82 hommes et 74 femmes, lors du recensement de 2005. 